# Widmung (Strauss)
Widmung är en komposition (utan opusnummer) av Johann Strauss den yngre. Den spelades första gången den 22 november 1862 i danslokalen Zum Sperl i Wien.

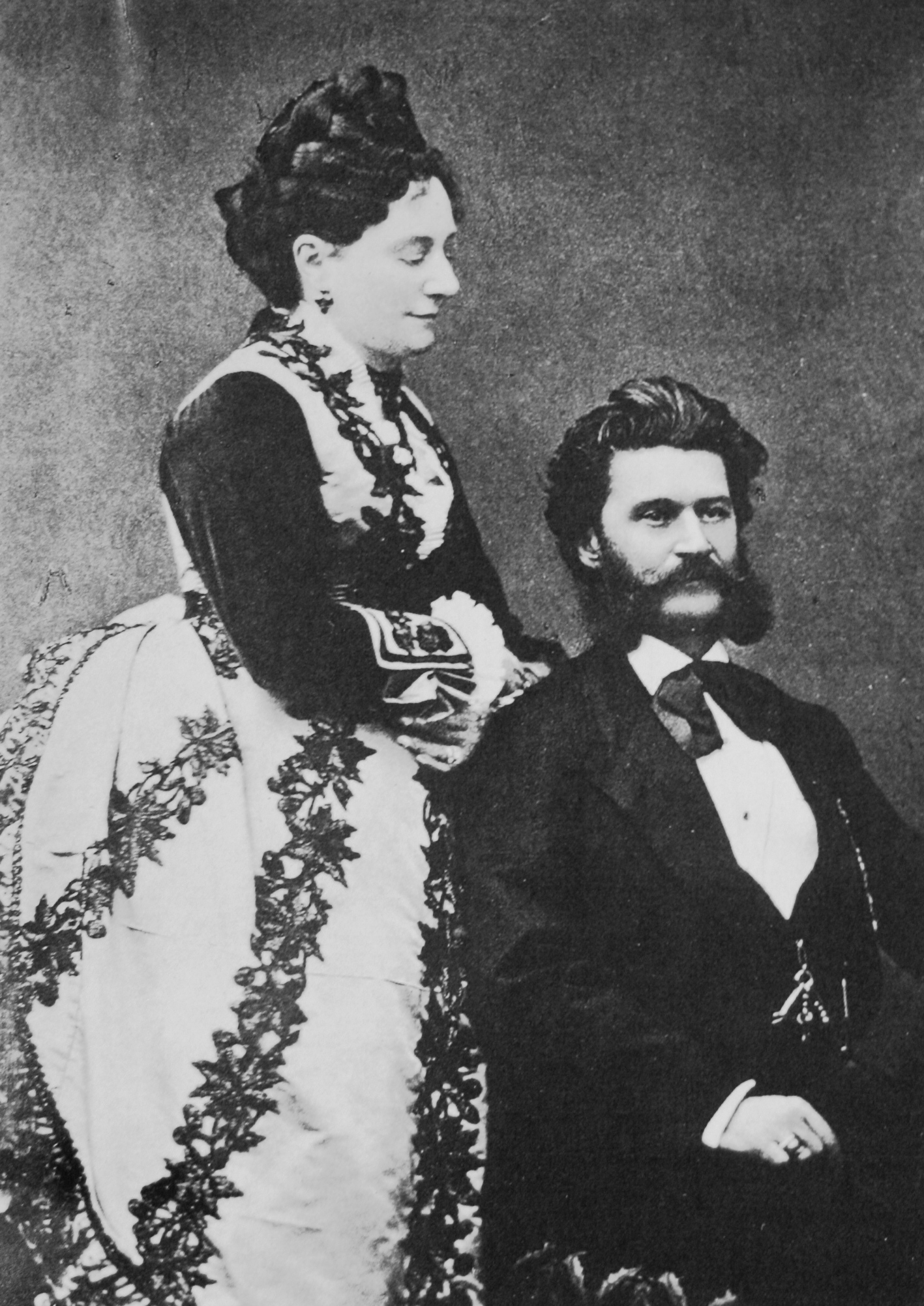
Johann Strauss och hans hustru Jetty Treffz.

## Historia
Den 27 augusti 1862 gifte sig Johann Strauss med Jetty Treffz och paret for till Venedig på bröllopsresa. På hemresan gjorde paret ett stopp i Trieste och minnena därifrån fick Strauss att göra en orkestrering av Robert Schumanns sång "Widmung" (op. 25, Nr 1) från 1840, som han tillägnade hustrun. Texten var av Friedrich Rückert och särskilt en rad kan ha inspirerat Strauss: "Du meine Seele, Du mein Herz..." ('Du min själv, du mitt hjärta...'). 
Pressen i Wien annonserade att brodern Eduard Strauss skulle dirigera Capelle Strauss i det första framförandet av Widmung i Zum Sperl den 12 oktober 1862, men planerna ändrades och i slutändan blev det Johann själv som framförde stycket sex veckor senare.
Johann Strauss orkestrering av Widmung publicerades aldrig men hans handskrivna musikmanuskript finns bevarat i Wiener Stadt- und Landesbibliothek i Wien. Det är ett av de få kvarvarande exemplen av de många arrangemang av sånger, operaarior och klassiska stycken som ingick i Straussorkesterns repertoar, men som tragiskt nog förstördes då Eduard Strauss brände upp hela arkivet 1907. Majoriteten av dessa orkesterarrangemang och transkriptioner utfördes av brodern Josef Strauss, då Johann Strauss sällan bemödade sig att åta sig denna tidskrävande och ekonomiskt otacksamma uppgift.

## Om verket
Speltiden är ca 3 minuter och 2 sekunder plus minus några sekunder beroende på dirigentens musikaliska tolkning.

## Weblänkar
- Widmung i Naxos-utgåvan.